# Lycidas anomalus
Lycidas anomalus är en spindelart som beskrevs av Karsch 1878. Lycidas anomalus ingår i släktet Lycidas och familjen hoppspindlar. Inga underarter finns listade i Catalogue of Life.